# Oualid El Hajjam
Oualid El Hajjam, né le 16 février 1991 à Châteauroux, est un footballeur international marocain, évoluant au poste de latéral droit au Havre AC.

## Biographie
Oualid El Hajjam naît à Châteauroux, Le 1er novembre, le sélectionneur des Lions de l'Atlas, Hervé Renard, convoque Oualid pour prendre part au match décisif face à la Côte d'Ivoire afin d'obtenir une place pour la Coupe du monde 2018 en Russie. En 2017, le club Amiens SC annonce la prolongation du contrat de Oualid El Hajjam jusqu'en 2020.
Il disputera 132 matches en Picardie pour 3 buts et 4 passes décisives et aura marqué l'histoire du club lors de la montée historique d'Amiens en Ligue 1 (2017).
Lors de la saison 2018-2019, il est délégué syndical de l'UNFP au sein de l'Amiens SC.
Le 5 juillet 2019, il rejoint l'ESTAC Troyes pour trois saisons.
Le 15 juillet 2022, il rejoint le Havre Athletic Club pour deux saisons.

## Statistiques

### En club
| Saison                | Club                  | Championnat           | Championnat | Championnat | Coupe(s) nationale(s) | Coupe(s) nationale(s) | Total | Total |
| Saison                | Club                  | Division              | M.          | B.          | M.                    | B.                    | M.    | B.    |
| 2008-2009             | Le Mans UC rés.       | CFA                   | 10          | 1           | -                     | -                     | 10    | 1     |
| 2009-2010             | Le Mans UC rés.       | CFA                   | 10          | 0           | -                     | -                     | 10    | 0     |
| 2010-2011             | Le Mans UC rés.       | CFA                   | 16          | 0           | -                     | -                     | 16    | 0     |
| Sous-total            | Sous-total            | Sous-total            | 36          | 1           | 0                     | 0                     | 36    | 1     |
| 2011-2012             | Amiens SC rés.        | CFA 2                 | 1           | 0           | -                     | -                     | 1     | 0     |
| 2012-2013             | Amiens SC             | National              | 7           | 0           | 1                     | 1                     | 8     | 1     |
| 2013-2014             | Amiens SC             | National              | 20          | 0           | 3                     | 0                     | 23    | 0     |
| 2014-2015             | Amiens SC             | National              | 13          | 1           | 2                     | 0                     | 15    | 1     |
| 2015-2016             | Amiens SC             | National              | 18          | 0           | 1                     | 0                     | 19    | 0     |
| 2016-2017             | Amiens SC             | Ligue 2               | 28          | 1           | 1                     | 0                     | 29    | 1     |
| 2017-2018             | Amiens SC             | Ligue 1               | 26          | 1           | 3                     | 0                     | 29    | 1     |
| 2018-2019             | Amiens SC             | Ligue 1               | 11          | 0           | 4                     | 0                     | 15    | 0     |
| Sous-total            | Sous-total            | Sous-total            | 124         | 3           | 15                    | 1                     | 139   | 4     |
| 2019-2020             | ES Troyes AC          | Ligue 2               | 22          | 1           | 1                     | 0                     | 23    | 1     |
| 2020-2021             | ES Troyes AC          | Ligue 2               | 28          | 0           | 0                     | 0                     | 28    | 0     |
| 2021-2022             | ES Troyes AC          | Ligue 1               | 19          | 1           | 0                     | 0                     | 19    | 1     |
| Sous-total            | Sous-total            | Sous-total            | 69          | 2           | 1                     | 0                     | 70    | 2     |
| 2022-2023             | Havre AC              | Ligue 2               | 36          | 1           | 0                     | 0                     | 36    | 1     |
| 2023-2024             | Havre AC              | Ligue 1               | 13          | 0           | 3                     | 0                     | 16    | 0     |
| Sous-total            | Sous-total            | Sous-total            | 49          | 1           | 3                     | 0                     | 52    | 1     |
| Total sur la carrière | Total sur la carrière | Total sur la carrière | 279         | 7           | 19                    | 1                     | 298   | 8     |

### En sélection
Le tableau suivant liste les rencontres de l'équipe du Maroc dans lesquelles Oualid El Hajjam a été sélectionné depuis le 27 mars 2018 jusqu'à présent.

## Palmarès
- Amiens SC
  - Vice-champion de France de Ligue 2 en 2017

- ESTAC Troyes
  - Champion de France de Ligue 2 en 2021

- Le Havre AC
  - Champion de France de Ligue 2 en 2023